# Jordi Freixanet
Jordi Freixanet Solervicens es un exjugador de baloncesto español  nacido en Manresa (Barcelona) el 15 de marzo de 1962. 

## Historia
Inició su andadura profesional en el Cotonificio de Badalona en la temporada 1980-81 y tuvo una dilatada trayectoria jugando para diversos equipos hasta el momento de su retirada como jugador en activo en 1994 cuando militaba en las filas del TDK Manresa.
De su palmarés destacan las dos medallas de bronce conseguidas formando parte de la selección nacional en la Universiada de Zagreb-87 y en el Campeonato de Europa juvenil de Damasco-79. Y entre sus hitos deportivos se encuentra el haber conseguido la canasta que dio el ascenso al Cáceres C.B. a la liga ACB el 10 de mayo de 1992 en el cuarto partido de la eliminatoria ante el Prohaci Mallorca.
Retirado de la práctica activa del baloncesto al final de la temporada 1993-94, realizó labores de "scouting" para el "staff" técnico del TDK Manresa y fue entrenador del equipo Sub-23 del C.B.Manresa, equipo vinculado al propio TDK Manresa.
Tras abandonar definitivamente el mundo del baloncesto, se volcó en su carrera como arquitecto, montando su propio estudio en Manresa.

## Trayectoria deportiva
- Cotonificio de Badalona (1980-1983)
- Licor 43 de Santa Coloma (1983-1986)
- GIN MG-Sarria (1986-1987)
- IFA Español (1987-1989)
- Caja Canarias (1989-1991)
- Cáceres C.B. (1991-1993)
- TDK Manresa (1993-1994)

## Palmarés
- Medalla de Bronce con la selección nacional Promesas en la Universiada de Zagreb-87
- Medalla de Bronce con la selección nacional Juvenil en el Campeonato de Europa de Damasco-79

## Internacionalidad
- 10 veces internacional con la selección nacional Absoluta
- Internacional con la selección nacional Promesas
- Internacional con la selección nacional Junior
- Internacional con la selección nacional Juvenil